# Sally Bollywood
Sally Bollywood ist eine französische Zeichentrickserie, welche von Télé Images Kids, Three's A Company, France 3, France Télévisions, The Walt Disney Company France, Super RTL und Network 7 Editor produziert und ab 2009 in Frankreich ausgestrahlt wurde.

## Handlung
Die zwölfjährige Sally Bollywood wohnt mit ihrem Vater Harry, einem berühmten Detektiv, in der Stadt Cosmopolis. Da das Mädchen wie ihr Vater sein will, gründet sie mit ihrem besten Freund Doowee ein Detektiv-Büro: „Sally Bollywood Investigation“ (SBI). Zusammen lösen die beiden viele Fälle für die Kinder aus ihrer Schule Little Bombay High. Doch für ihre Ermittlungen haben sie nur in den Ferien und am Wochenende Zeit, außer der Direktor persönlich beauftragt sie, ungewöhnliche Vorfälle aufzuklären.

## Charaktere

### Hauptcharaktere
Sally BollywoodSally Bollywood ist die Hauptfigur und eine Sportskanone. Sie beherrscht die Kampfkunst Kalarippayat, aus der viele Bewegungen des indischen Tanzes hervorgehen. Wenn sie erwachsen ist, will sie auch Detektivin werden. Ihr bester Freund und zugleich Partner der Detektei SBI ist Doowee. Sally stammt aus Indien und lebt mit ihrem Vater und der Haushälterin, bzw. dem früheren Kindermädchen in einem Haushalt.
Doowee McAdamDoowee McAdam ist Sallys Nachbar und bester Freund. Zudem haben sie zusammen die Detektei SBI gegründet. Außerdem ist er ein Technik-Spezialist, so erfindet er viele Sachen (z. B. eine Spezialbrille), die bei den Ermittlungen sehr nützlich sind. Doowee stammt aus Schottland.
Harry BollywoodHarry Bollywood ist der Vater von Sally und der größte Privatdetektiv von Little Bombay. Als seine Frau bei Sallys Geburt starb, machte er sich selbstständig, damit er sich besser um seine Tochter kümmern konnte.
Mrs. ApuIhr eigentlicher Name lautet Mrs. Apuhaikaarâmbharâ. Als Harry noch klein war, hat sie bei den Bollywoods als sein Kindermädchen angefangen. Nun ist sie die Haushälterin und versorgt die Familie vor allem mit leckeren indischen Mahlzeiten.

### Nebencharaktere
Mr. CubbinsMr. Cubbins ist der Hausmeister der Schule, auf die Sally und Doowee gehen. Er besitzt auch Hunde, die die Schule bewachen. Er wird auch manchmal (wohl versehentlich) als Wachmann bezeichnet. Er stammt aus Kanada.
FrancisFrancis ist der Streber in der Schule, denn er ist Chemie-Ass.
AlexAlex ist ein Klassenkamerad von Sally. Außerdem wird er oft als Verdächtiger oder gar Täter angesehen.
GiaGia ist ebenfalls eine Klassenkameradin von Sally. Sie hat Angst davor, schlechte Noten zu bekommen, wenn ihr Glückshase, den sie seit ihrer Kindheit besitzt, verschwindet.
BobBob geht in dieselbe Schule wie Sally und Doowee und wird, weil er ein frecher Schüler ist, immer wieder als Verdächtiger oder gar Täter angesehen.
EmmaEmma ist eine gute Freundin von Sally und arbeitet nebenbei im Elektronikgeschäft ihres Vaters. Sie ist ein technisches Genie, gibt anfangs jedoch vor, nichts davon zu verstehen. Sie ist in Doowee verliebt und unternimmt manchmal sogar Sabotageakte, nur um ihn zu sehen.
Direktor ShoebridgeDirektor Shoebridge, dessen Vorname unbekannt bleibt, trägt eine Brille, die der 3D-Brille zum Verwechseln ähnlich sieht. Er leitet die Little Bombay High und gibt Sally Bollywood und Doowee McAdam Aufträge, wenn diese während der Schulzeit anfallen.
Der Sportlehrer Herr JeromeHerr Jerome ist der Sportlehrer an Sallys Schule – ein hochgewachsener, breitschultriger, muskulöser, gebräunter Sportler.

## Synchronisation
Die deutsche Synchronisation wurde von der Deutschen Synchron Filmgesellschaft MbH in Berlin unter dem Dialogbuch und der Dialogregie von Mike Betz angefertigt, die neuen Folgen (seit 2013) werden bei der Berliner Synchron AG von Sven Plate  bearbeitet.
| Rolle               | Französischer Sprecher | Deutscher Sprecher        |
| ------------------- | ---------------------- | ------------------------- |
| Sally Bollywood     | Fily Keita             | Julia Stoepel             |
| Doowee McAdam       | Alexandre Nguyen       | Constantin von Jascheroff |
| Harry Bollywood     | François Jerosme       | Oliver Siebeck            |
| Mrs. Apu            | Danièle Hazan          | Isabella Grothe           |
| Direktor Shoebridge |                        | Erich Räuker              |
| Mr. Cubbins         |                        | Marco Kröger              |
| Christel            |                        | Yara Blümel               |

Das Titellied Détective sans peur wird im französischen Original von der erfolgreichen Popmusikerin Nâdiya gesungen, die deutsche Version von der Sängerin und Schauspielerin Anita Hopt.

## Produktion und Veröffentlichung
Die Serie nach einer Idee von Pepper Sue und Elastik Jane wurde im Auftrag von France 3 produziert. Sie wird seit dem 26. Oktober 2009 von France 3 in Frankreich ausgestrahlt. Seit dem 7. Mai 2010 erfolgt die deutsche Erstausstrahlung bei Disney Channel. Es folgte eine Wiederholung bei Super RTL.